# Johann Jakob Quandt

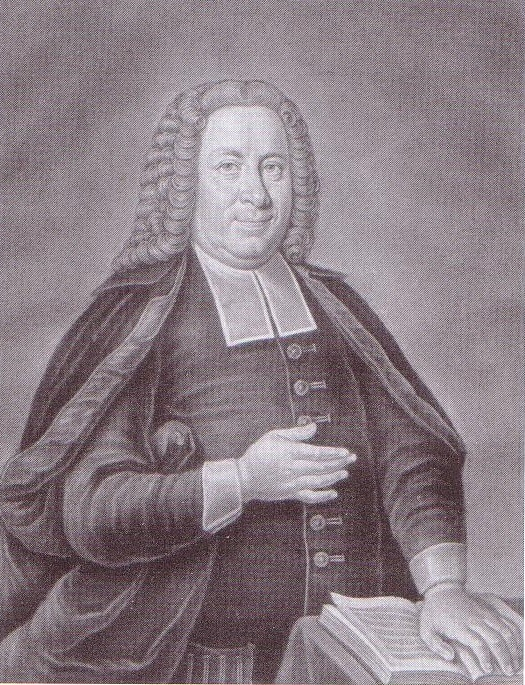
Johann Jakob Quandt

Johann Jakob Quandt (* 27. März 1686 in Altstadt (Königsberg); † 17. Januar 1772 in Königsberg i. Pr.) war ein lutherischer Theologe in Königsberg.

## Leben
Als Sohn des Pfarrers Johann Quandt und dessen Frau Anna Regina geborene Hund besuchte er das Altstädtische Gymnasium (Königsberg). Er studierte ab 1701 an der Albertus-Universität Königsberg und ab 1706 an der Universität Leipzig Philosophie und Evangelische Theologie. Nachdem er seit 1710 Philologie und Philosophie in Königsberg gelehrt hatte, wurde er an der Universität Rostock Doktor der Theologie und Theologieprofessor in Königsberg. Ab 1717 war er als Pfarrer an der Löbenichtschen Kirche und ab 1721 als Hofprediger in der Schlosskirche (Königsberg) tätig.
Im Jahre 1736 wurde Quandt zum Generalsuperintendenten für Preußen (das spätere Ostpreußen umfassend) mit Sitz in Königsberg ernannt. Dabei unterstand er als Prediger weiter dem Samländischen Konsistorium, als regionaler Leiter der Staatskirche aber der Regierung. Im Zuge des Schaffung des Lutherischen Oberkonsistoriums zu Berlin 1750, wurde im folgenden Jahr das Pomesanische Konsistorium mit dem Samländischen zum Preußischen Konsistorium zu Königsberg zusammengelegt, dem Quandt dann vorstand. Seine orthodoxe Ausrichtung als Generalsuperintendent führte zu Auseinandersetzungen mit dem Pietisten Franz Albert Schultz, auf deren Höhepunkt er mit ihm in einer Doppelbesetzung die Generalinspektion für das Kirchen-, Schul- und Armenwesen in Preußen innehatte. 1755 folgte ihm Christoph Langhansen im Amt des Generalsuperintendenten. Hervorzuheben ist die Bibelausgabe in litauischer Sprache von 1727 und 1735, sein weitverbreitetes Gesangbuch von 1735 und die Dokumentation der Prediger in Ostpreußen. Einer seiner Schüler war der Literaturtheoretiker und Dramaturg Johann Christoph Gottsched.
Quandt war der erste Präsident der Königlichen Deutschen Gesellschaft (Königsberg). Im Königsberger Jahrhundert war er zehnmal Rektor der Albertus-Universität.

## Werke
- De approximitate spiritus sancti substantiali. Theorema theol., Präses Johann Fecht, Rostock 1709
- Controversiam historico criticam de quaestione an epistola ad Ephesios a Paulo Ephesiis an vero laudicenis inscripta fuerit, Königsberg 1712